# Theatrum Europaeum
Theatrum Europaeum er titlen på et tysksproget historieværk grundlagt af Matthäus Merian og  udkommet fra 1633 til 1738 i 21 kvartbind. Af særlig betydning er en række krøniker der beskriver Trediveårskrigen og Louis XIVs regeringstid, samt de ca. 700 kobberstik, hvoraf omkring 140 blev graveret af Merian selv. De enkelte bind har mellem 400 og 1500 sider.